# Anatolikon
Il Thema Anatolico (in greco Ἀνατολικόν [θέμα]?, Anatolikòn [thema]), più propriamente noto come Thema degli Anatolici (in greco θέμα Ἀνατολικῶν?, thema Anatolikôn), fu un thema (circoscrizione militare) dell'Impero bizantino che si estendeva sull'Asia Minore centrale (odierna Turchia). Fin dalla sua istituzione, fu il più esteso e importante dei themata, con i suoi governatori militari (stratēgòi) che detenevano tanto potere da spingere alcuni di essi a rivoltarsi nel tentativo di usurpare il trono imperiale. Il thema e il suo esercito rivestirono un ruolo importante nelle guerre arabo-bizantine dei secoli dal VII al X, dopo il quale godette di un periodo di relativa quiete che durò fino alla sua conquista per mano dei Turchi Selgiuchidi verso la fine degli anni settanta dell'XI secolo.

## Geografia e amministrazione
Nella sua forma "classica" nel corso dei secoli VIII e IX, il thema si estendeva sulle regioni antiche di Licaonia, Pisidia, Isauria, nonché su gran parte della Frigia e su parti della Galazia Salutare. Inizialmente il thema Anatolico si estendeva anche sulle sponde occidentali e meridionali dell'Asia Minore, ma entro il 720 circa furono scorporate per formare i themata Tracesiano e dei Cibirreoti. Sotto Teofilo (r. 829–842), le porzioni orientali e sud-orientali, confinanti con la zona di frontiera araba e comprendenti le fortezze a guardia dell'entrata settentrionale alle Porte della Cilicia, furono distaccate per formare due nuovi distretti di frontiera (kleisourai), quelli di Cappadocia (in origine una divisione, o tourma, degli Anatolici) e Seleucia. Successivamente l'imperatore Leone VI il Saggio (r. 886–912) cedette la regione a ovest del Lago Tuz (le banda di Eudokias, Hagios Agapetos e Aphrazeia) alla Cappadocia. Il capoluogo del thema fu Amorio, fino al sacco della città per mano degli Abbasidi nell'838. In seguito al sacco, il capoluogo fu probabilmente trasferito nella fortezza limitrofa di Poliboto.
Secondo i geografi arabi del X secolo Qudama ibn Ja'far e Ibn al-Faqih, il Thema Anatolico, "la più estesa delle province dei Romani", disponeva di 15 000 soldati e comprendeva 34 fortezze. Il suo governatore militare, o stratēgos, attestato per la prima volta nel 690, era il più importante tra i governatori dei themata. Lo "stratēgos degli Anatolici" (στρατηγός τῶν Άνατολικῶν) era dunque uno degli ufficiali più importanti e influenti dell'Impero, e si trattava di una delle poche cariche che non potevano essere espressamente ricoperte dagli eunuchi. Lo strategos del thema anatolico percepiva uno stipendio annuale di 40 libbre d'oro, ed è attestato detenere i titoli di corte di patrikios, anthypatos e prōtospatharios. Inoltre erano gli unici a detenere il grado straordinario di monostrategos ("unico generale"), cioè di comandante supremo di tutti i themata di terra asiatici.

## Storia
La data esatta dell'istituzione del thema è ignota. Insieme agli altri themata più antichi, fu creato qualche tempo dopo gli anni quaranta del VII secolo come area di accampamento militare per i resti degli antichi eserciti di campo dell'Impero d'Oriente, costretti al ritiro in Asia Minore a causa delle conquiste islamiche. Il Thema Anatolico prese il nome dall'esercito d'Oriente (in greco: Άνατολή, Anatolē). Il thema è attestato per la prima volta nel 669, mentre l'esercito stesso è menzionato, come exercitus Orientalis, in una iussio di Giustiniano II del 687.

### Guerre con gli Arabi e i Turchi
Nel corso delle guerre con gli Arabi del VII e VIII secolo, il Thema Anatolico — soprattutto la Cappadocia, la sua regione più ad oriente — fu un costante bersaglio delle invasioni arabe oppure il luogo da dove partivano le controffensive bizantine in territorio arabo, che cominciarono dopo la metà dell'VIII secolo.
Il capoluogo del thema, Amorio, fu anch'esso un bersaglio frequente degli Arabi. Fu attaccato già nel 644, espugnato nel 646, e occupato per un breve periodo nel 669. Gli Arabi la raggiunsero di nuovo nel 708 e la assediarono invano nel 716, nel corso della loro marcia su Costantinopoli. L'ondata di attacchi arabi declinò negli anni quaranta dell'VIII secolo, in seguito alla vittoria bizantina nella Battaglia di Akroinon e ai subbugli della Terza Fitna e della Rivoluzione abbaside, e, sotto l'Imperatore Costantino V (r. 741–775), gli Anatolici furono in prima linea nelle campagne bizantine in territorio arabo. Ciò a sua volta provocò la reazione del Califfato abbaside, che nel quarto di secolo successivo al 780 sferrò ripetute invasioni dell'Asia Minore bizantina. Di conseguenza gli Anatolici subirono una pesante sconfitta a Kopidnadon nel 788, e Amorio fu di nuovo minacciata nel 797. All'inizio del IX secolo, la Cappadocia divenne il bersaglio principale degli attacchi arabi, che culminarono nella imponente invasione dell'806 condotta dal Califfo Hārūn al-Rashīd (r. 786–809) in persona, che espugnò Heraclea Cybistra e diverse altre fortezze.

I themata bizantini dell'Asia Minore intorno al 842. Si noti la frammentazione dei primi vasti themata in circoscrizioni di estensione ridotta.

Il tessuto urbano tardo-antico fu gravemente danneggiato dagli attacchi ai centri urbani e dal conseguente declino della urbanizzazione, ma gran parte delle città nell'entroterra del thema, come ad esempio quelle della Frigia e della Pisidia, sopravvissero, seppur in forma ridotta. Tuttavia le città della Cappadocia orientale (l'ex provincia di Cappadocia Secunda), ai confini con il Califfato, furono distrutte, come anche Antiochia di Pisidia. La fondazione delle nuove kleisourai lungo la frontiera orientale, soprattutto in Cappadocia, nel IX secolo, comportò il fatto che le incursioni arabe fossero ivi arrestate, riuscendo soltanto raramente a raggiungere il territorio del Thema Anatolico. A parte l'invasione imponente del Califfo al-Mu'tasim che saccheggiò Amorio nell'838, delle incursioni arabe nel territorio degli Anatolici sono riportate per l'anno 878, quando le truppe del thema difesero con successo Mistheia, e di nuovo nel 888, 894 e 897, sempre nella porzione sud-orientale del thema nella zona di Iconio. Il X secolo fu per gran parte pacifico, se si eccettuano un nuovo sacco di Amorio nel 931 e una incursione che raggiunse Iconio nel 963.
Il primo attacco turco al thema è attestato nel 1069, quando i Turchi attaccarono Iconio. Gran parte della provincia fu occupata dai Turchi in seguito alla Battaglia di Manzikert nel 1071, con Iconio che divenne la capitale del Sultanato di Rum nel XII secolo. L'ultima menzione del Thema Anatolico nelle fonti storiche si ha nel 1077, quando il suo stratēgos, Niceforo Botaniate, si proclamò imperatore (Niceforo III, r. 1078–1081). I Bizantini riuscirono a recuperare alcune delle porzioni occidentali e settentrionali del thema nei decenni successivi sotto gli imperatori Comneni, ma il Thema Anatolico non fu mai più ricostituito.

### Rivolte

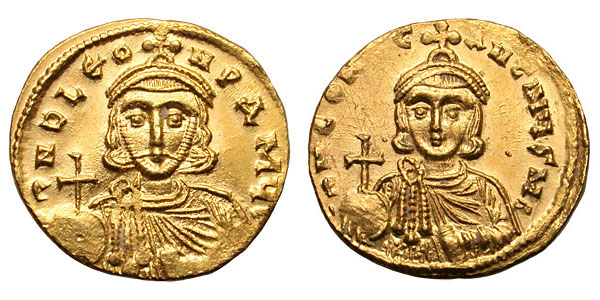
Solido d'oro di Leone III Isaurico e di suo figlio, Costantino V.

Dovendo fronteggiare direttamente le armate del Califfato nel corso dei suoi primi secoli di esistenza e godendo del favore degli imperatori isaurici, il Thema Anatolico era il più potente e prestigioso dei themata. Il suo potere, tuttavia, costituiva una potenziale minaccia per gli stessi imperatori: già nel 669 le truppe del thema si rivoltarono e costrinsero Costantino IV (r. 668–685) a riconoscere come co-imperatori i suoi fratelli, Eraclio e Tiberio, mentre nel 695 un ex stratēgos, Leonzio (r. 695–698), usurpò il trono a Giustiniano II (r. 685–695, 705–711), e nel 717 lo stratēgos, Leone Isaurico, divenne imperatore (Leone III, r. 717–741) dopo aver detronizzato Teodosio III (r. 715–717). Da quel momento in poi gli Anatolici divennero ferventi sostenitori degli imperatori della dinastia isaurica, nonché della loro politica iconoclasta, e nel 742 il figlio e successore di Leone III, Costantino V, riuscì a sconfiggere l'usurpatore Artavasde grazie al supporto del thema.
Il Thema Anatolico appoggiò ulteriori tentativi di usurpazione anche nei secoli successivi: la fallimentare rivolta di Bardane il Turco nel 803 fu seguita dalla vittoriosa proclamazione di Leone V l'Armeno (r. 813–820) da parte delle truppe anatoliche nel 813, e dalla rivolta a larga scala di Tommaso lo Slavo nel 820–823. Nel X secolo, tuttavia, il thema risulta aver avuto un ruolo marginale nelle rivolte del periodo. La successiva e ultima rivolta di uno stratēgos degli Anatolici fu quella di Niceforo Xiphias nel 1022, contro Basilio II (r. 976–1025).